# Eteobalea
Eteobalea is een geslacht van vlinders uit de familie prachtmotten (Cosmopterigidae).

## Soorten
- E. aglaopa (Meyrick, 1928)
- E. albiapicella (Duponchel, 1843)
- E. alypella (Klimesch, 1946)
- E. anonymella (Riedl, 1965)
- E. beata (Walsingham, 1907)
- E. dohrnii (Zeller, 1847)
- E. enchrysa Hodges, 1962
- E. hisabellella Costa
- E. intermediella (Riedl, 1966)
- E. iridella (Busck, 1907)
- E. isabellella (O. G. Costa, 1836)
- E. klisieckii (Riedl, 1966)
- E. pentagama (Meyrick, 1928)
- E. phanoptila (Meyrick, 1911)
- E. quinquecristata (Walsingham, 1891)
- E. serratella (Treitschke, 1833)

- E. sexnotella (Chambers, 1878)
- E. siciliae (Riedl, 1966)
- E. sumptuosella (Lederer, 1855)
- E. teucrii (Walsingham, 1907)
- E. thaumatella (Walsingham, 1907)
- E. tririvella (Staudinger, 1870)
- E. vinsoni (Viette, 1953)
- E. wyattella (Barnes & Busck, 1920)